# Santa Marta de Penaguião
Santa Marta de Penaguião là một huyện thuộc tỉnh Vila Real, Bồ Đào Nha. Huyện này có diện tích 70 km², dân số thời điểm năm 2001 là 8569 người.